# برشة (نمة شير)
برشة (بالفارسية: پرشه) هي قرية تقع في إيران في قسم نمة شیر الريفي. يقدر عدد سكانها بـ 104 نسمة بحسب إحصاء 2016.